# Кибивот, Абрахам
Абрахам Кибивот (англ. Abraham Kibiwot; род. 4 июня 1996 или 6 апреля 1996, Уазин-Гишу) — кенийский легкоатлет, специализируется в беге с препятствиями и на длинные дистанции. Бронзовый призёр чемпионата мира 2023 года и бронзовый призёр чемпионата Африки 2016 года в беге на 3000 метров с препятствиями. Участник летних Олимпийских игр 2020 года.

## Биография
Кибивот дебютировал на молодёжном чемпионате Африки по легкой атлетике 2013 года, заняв пятое место в беге на 2000 метров с препятствиями.
В 2015 году он завоевал золотую медаль на чемпионате Африки по легкой атлетике среди юниоров. Тот сезон он завершил с личным рекордом 8:22,10 минуты на соревнованиях Лондонской Бриллиантовой лиги.
В сезоне 2016 года кениец отличился в Бриллиантовой лиге, стартовав с личным рекордом в 8:09,25 минуты и заняв третье место в Дохе. В этом же году он был вторым после Иезекииля Кембоя в Пекине и выиграл свой первый турнир на Athletissima в Лозанне. На национальном отборочном турнире к летним Олимпийским играм 2016 года Кибивот не смог квалифицироваться на старт четырёхлетия.
На чемпионате Африки по легкой атлетике 2016 года кениец завоевал свою первую медаль – бронзовую, уступив эфиопам Чале Бейо и Толосе Нурги.
В 2019 году на чемпионате мира в Катаре Кибивот занял итоговое седьмое место. В 2021 году Абрахам принял участие в летних Олимпийских играх в Токио. В стипль-чезе с результатом 8:19,41 он пришёл к финишу финала 10-м.
На чемпионате мира 2022 года в США, в стипль-чезе Кибивот занял пятое место с результатом 8:28,95.
22 августа 2023 года завоевал бронзовую медаль в стипль-чезе на чемпионате мира. В Будапеште он пробежал за 8:11,98 минут.

## Персональные результаты
| Дисциплина      | Время    | Место | Дата |
| --------------- | -------- | ----- | ---- |
| 3000 метров с/п | 8.05,72  | -     | 2019 |
| 3000 метров     | 7.56,05  | -     | 2021 |
| 5000 метров     | 14.10,80 | -     | 2015 |